# Drake Maverick
Drake Maverick o Rockstar Spud, pseudonimo di James Michael Curtin (Birmingham, 30 gennaio 1983), è un ex wrestler britannico sotto contratto con la WWE, dove svolge il ruolo di booker.
Tra il 2013 e il 2017 ha militato nella Total Nonstop Action/Impact Wrestling esibendosi con il ring name Rockstar Spud.

## Carriera

### Circuito indipendente (2003–2013)
Debutta con il ring name di Spud nel circuito indipendente nel gennaio 2003 sconfiggendo Coalminer P. e il 30 agosto nella Revolution British Wrestling sconfigge Jack Hazard e vince il titolo British Welterweight.
Perde il titolo il 7 dicembre contro Ross Jordan.
Nel 2004 combatte anche nella Frontier Wrestling Alliance dove 28 novembre diventa il contendente numero 1 al titolo FWA British heavyweight che però perde contro Jonny Storm.
Nel 2005 partecipa al torneo per i FWA flyweight division ma viene sconfitto da Ross Jordan, che ne diventa il primo campione il 30 giugno.
Nella primavera del 2006 fa delle apparizioni a Ring Of Honor (ROH), il 5 marzo viene sconfitto da Abyss in un match per il titolo 1PW (1 Pro Wrestling).
Il 24 settembre in coppia con Luke Phoenix vince il titolo di tag team della International Pro Wrestling: United Kingdom (IPW: UK) e sconfiggendo Jack Storm and Dave Moralez.
Il 18 febbraio 2007 perdono il titolo di coppia contro Ares e Claudio Castagnoli.
Il 29 giugno 2007 in un Tag Team Scramble vince il titolo di coppia 1PW (con Luke Phoenix), perdono i titoli il 13 ottobre in un lumberjack match contro i Damned Nation.
Il 20 aprile 2008 vince il titolo SAS United Kingston sconfiggendo Jack Storm, titolo che perde il 20 giugno 2009 contro Bubblegum.
Il 5 giugno 2008 vince il titolo XWA Flyweight sconfiggendo El Ligero, titolo che perde il 20 giugno 2009 contro Bubblegum.
Il 7 novembre 2009 vince il titolo AWW heavyweight sconfiggendo Dave Moralez, titolo che perde il 20 novembre 2009 contro Lucian L. Jones.
Il 12 settembre 2009 vince il titolo XWA British Heavyweight sconfiggendo Sam Slam, titolo che perde il 3 aprile 2010 contro Johnny Phere.
Il 6 giugno 2010 vince il titolo IPW:UK British Cruiserweight sconfiggendo The Lion Kid, titolo che perde il 3 giugno 2012.

### Total Nonstop Action/Impact Wrestling (2013–2017)
Nel gennaio 2013 appare nel reality show TNA Wrestling: British Boot Camp e dove, dopo aver sconfitto Marty Scurll e i Blossom Twins vince nel sesto episodio la possibilità di accedere al roster della TNA.
Il 21 febbraio 2013 combatte ad Impact! e sconfigge Robbie E. Nel TNA Live Event del 19, 20 e 21 aprile dello stesso anno combatte in un incontro valido per il titolo X Division ma viene sconfitto dal campione in carica Kenny King.
Al Destination X trasmesso il 18 giugno combatte in un torneo valido per il titolo X Division e viene sconfitto da Greg Marasciulo.
Nell'episodio di Impact del 28 novembre 2013 prende la gimmick di new Chief of Staff di Dixie Carter (in quegli anni la presidente della TNA) e nella stessa sera ha organizzato una cena del Ringraziamento (Thanksgiving dinner) per tutto il roster della promotion che finisce in una rissa dopo l'irruzione di Kurt Angle.
Il 16 gennaio 2014 al Genesis (trasmesso come puntata speciale di Impact), veste la maglia di arbitro in un incontro dove Ethan Carter III (EC3) sconfigge Sting.
La storyline conseguente alla gimmick a lui assegnata prosegue nell'episodio di Impact del 30 gennaio e mostra che Spud cerca di scoprire da The Wolves (Eddie Edwards e Davey Richards) chi sia il misterioso e nuovo investitore della TNA e poi continua nel Lockdown del 9 marzo dove, in un Lethal Lockdown match, il Team Dixie perde (grazie all'imparzialità dell'arbitro speciale Bully Ray) contro il Team MVP  e finisce che MVP, diventato il nuovo direttore delle operazioni di wrestling (come da stipulazione del match da lui vinto), dice di non aver più bisogno di uno Chief of Staff. In aprile, in seguito al rinnovo del contratto, Spud ottiene da Dixie Carter di riprendere il suo ruolo di Chief of Staff, ma la storyline prevede anche il fatto che ci sia un suo nipote (Ethan Carter III) che debba godere di favori e così Spud viene assegnato alla sua assistenza e i due incominciano a lottare insieme.
Il 17 aprile 2014 perde combamttendo assieme ad Ethan Carter III in un '2-on-1 handicap match vinto da Willow e il 27 aprile vengono sconfitti da Kurt Angle e Willow. Al 'TNA Live Event: TNA' del 17 e 18 maggio sfidano senza successo i detentori del titolo tag team (Davey Richards e Eddie Edwards) e poi perdono entrambe le volte in un handicap tables match dei 'TNA Live Event at the Manhattan Center in New York' del 12/13 e 18/19 luglio contro Bully Ray e il fatto di essere lo Chief of Staff lo obbliga anche a proteggere Dixie Carter e così quando Bully Ray riesce a schienare Dixie Carter su un tavolo Ethan Carter III lo accusa di non aver fatto abbastanza per evitarlo e infine, nell'episodio del 22 ottobre di Impact EC3 (la storyline e la gimmick di EC3 lo ponevano in grado di farlo) licenzia Rockstar Spud dalla TNA e Kurt Angle (allora il direttore delle operazioni wrestling) lo riassume poco dopo.
Al Feast or Fired trasmesso il 23 gennaio 2015 Spud conquista una valigetta (di cui in seguito si vedrà che contiene la possibilità di sfidare il campione X Division) e, a causa dei rancori e maltrattamenti subiti da EC3, ne incomincia con lui una faida che coinvolge anche l'annunciatore Jeremy Borash. Nell'episodio di Impact del 13 febbraio, Spud, lottando con gli alleati Mandrews e Jeremy Borash viene sconfitto in un '3-on-2 handicap match' dallo stesso EC3 e Tyrus e tag team che sconfigge il 27 febbraio vince in coppia con Mr Anderson. Il 13 marzo perde un 'Hair vs. Hair' match in un evento svoltosi al London's Wembley arena contro EC3 che in seguito gli rasa i capelli a zero.
Il 20 marzo, al termine di un match tra Samoa Joe (con Low Ki) e contro Austin Aries, Rockstar Spud, approfittando del fatto che Low ki è a terra sul ring utilizza la sua title shot (contenuta nella valigetta) per colpirlo e schienarlo vincendo così il suo primo titolo di Campione X division. Il 27 marzo difende il titolo nella rivincita contro Low Ki e il 1 maggio perde il titolo in un ladder match contro Kenny King e dove partecipavano anche Tigre Uno e Mandrews.
Al TNA One Night Only – X-Travaganza del 6 maggio sconfigge Dalton Castle nelle qualificazioni per l'ultimate x match e in seguito vince il torneo sconfiggendo Crazzy Steve, DJZ, Kenny King, Manik e Tigre Uno. Il 22 maggio nella puntata di Impact partecipa e vince in un ' 6-way X Division elimination match' sconfiggendo ancora Mandrews, Argos, Tigre Uno, Crazzy Steve e Manik.
Nella puntata del 29 maggio vince per la seconda volta il titolo X Division in un 'Gauntlet match' contro Manik, DJZ, Mandrews, Argos, Crazzy Steve, Tigre Uno e Kenny King (il detentore del titolo) diventando così il campione in carica.
Nel main event della puntata del 3 giugno, (e continuando la faida contro EC3) vince un mantch in coppia con Kurt angle (il campione in carica dei pesi massimi) e sconfiggendo lo stesso EC3 e Tyrus.
Al Destination X svoltosi l'10 giugno sfrutta la 'option c' e sfida Kurt Angle per il titolo di campione del mondo dei pesi massimi ma perde per sottomissione.
Nella puntata di Impact del 15 luglio 2015 cerca di riconquistare il titolo X Division (perso sfruttando la 'option c' nella sfida contro Kurt Angle) ma viene sconfitto dal nuovo campione in carica (Tigre Uno) in un 4-way match combattuto anche contro Grado e DJZ Il 5 agosto combatte in un 'career vs. name match' e sconfigge Austin Aries costringendolo a lasciare la TNA.
Il 5 agosto combatte in un 'career vs. name match' e sconfigge Austin Aries costringendolo a lasciare la TNA e nell'autunno del 2015 Spud continua la faida contro EC3 ma perdendo in coppia con Matt Hardy e contro EC3 e Tyrus (con Jeff Hardy sia il 9 settembre che il 22 settembre. Nei mesi di ottobre e novembre partecipa alle 'TNA World Title Series' volute da Billy Corgan dove sconfigge Grado al primo incontro ma viene battuto da Bram e Drew Galloway nel secondo e terzo incontro.
Il 16 febbraio 2016 forma una breve alleanza con EC3 poiché quest'ultimo (dopo aver tenuto Tyrus come manager e averci litigato), se lo è ritrovato contro assieme a Matt Hardy e Reby Sky (la moglie di Hardy) e in un primo match sconfiggono Matt Hardy e Tyrus. Al Lockdown trasmesso nel febbraio 2016 assiste EC3 nel macth per il titolo di campione del mondo che viene però vinto dal detentore Matt Hardy.
Il 3 marzo però si allea con Matt Hardy e Tyrus e spiega di voverlo fare per vendicarsi contro tutti i soprusi subiti nell'anno precedente da EC3 e combatte contro di lui un 'Unsanctioned' Street Fight match che finisce in 'no contest'. Nel main event del 15 marzo spud interviene in un combattimento valido per il titolo di campione dei pesi massimi tra Matt Hardy, Jeff Hardy ed EC3 sfavorendo e attaccando più volte quest'ultimo e il match finisce in 'no contest'. Nell'spisodio di Impact Wrestling del 29 marzo partecipa assieme a Matt e Jeff Hardy, Tyrus, e Reby Sky ad un 'Handicap match' contro EC3 che finisce in squalifica e in seguito e nello stesso episodio assiste in un Six Man Tag Team match assieme a Reby Sky suo marito Matt Hardy, Tyrus e Mike Bennett contro EC3 e i Beer Money, Inc. (Robert Roode e James Storm); il match viene vinto dai suoi assititi.
Il 10 maggio perde subendo uno schienamento contro EC3 in un Six Sides of Steel match nel main event della puntata. Il 24 maggio e in coppia con Tyrus vengono sconfitti da Jeff Hardy in un 'handicap' Ladder match e il 31 maggio perde la possibilità di diventare #1 contender al titolo di TNA World Tag Team Championship combattendo in coppia con Tyrus e contro The BroMans (Jessie Godderz e Robbie E) con Raquel.
il 28 giugno viene sconfitto da Braxton Sutter in un Battle royal match dove combattono anche Andrew Everett, DJZ, Eddie Edwards e Trevor Lee per diventare il #1 contender per il titolo X Division. Il 5 luglio perde un Ultimate X match a favore di Eddie Edwards e in cui combattevano anche Mike Bennett (con Maria Kanellis), Mandrews, Trevor Lee (con Gregory Helms), Andrew Everett, Braxton Sutter e DJZ e il 12 luglio viene sconfitto da DJZ in un 6 man ladder match per diventare il #1 contender al titolo X Division e dove partecipavano anche Andrew Everett, Braxton Sutter, Mandrews, e Trevor Lee. Al TNA One Night Only del 26 agosto viene di nuovo sconfitto in un match valido per diventare il #1 contenders al titolo X Division da Chuck Taylor e ancora il 1º settembre perde la possibilità di vincere il titolo X Division in un gauntled match contro DJZ (il vincitore), Andrew Everett, Braxton Sutter e Mandrews. Il 10 novembre in un 3-way non-title match perde la possibilità di diventare #1 contender al titolo dei pesi massimi contro Trevor Lee (il vincitore) e DJZ e il 24 novembre alleatosi con i Decay (Abyss & Crazzy Steve) e cmbattendo in un '3-way 6 man tag team elimination match' che comprendeva anche The Helms Dynasty (Andrew Everett, Marshe Rocket e Trevor Lee) perde contro il Team X Gold (Braxton Sutter, DJZ e Mandrews) la possibilità di diventare il #1 contenders al titolo X Division.
Il 15 dicembre partecipa al Team Apocalypto contro i fratelli Hardy (Matt e Jeff Hardy) e subisce un attacco a tradimanto di Swoggle, così il 5 gennaio 2017 lo sfida e perde. Spud incolpando il pubblico di averlo sfavorito decide di lasciare la TNA.
Nell'episodio del 12 gennaio 2017 Spud decide di restare in TNA e ritorna come assistente di Aron Rex e il 19 gennaio vince con Aron Rex un match contro Robbie E e Swoggle.
Dopo l'interruzione del contratto di Aron Rex con la TNA e la nuova dirigenza della stessa Impact Wrestling Spud diventa ring announcer.

### WWE (2017–presente)

#### General Manager di205 LiveeRaw(2017–2020)
Nel dicembre del 2017 firmò un contratto con la WWE. Nella puntata di 205 Live del 30 gennaio 2018, con il ring name Drake Maverick, venne nominato General Manager dello show da Daniel Bryan. Maverick indisse poi un torneo per il Cruiserweight Championship con finale a WrestleMania 34, dopo che il titolo era stato reso vacante a causa del rilascio di Enzo Amore (legit). L'8 aprile, Maverick premiò il neo campione Cedric Alexander dopo il suo trionfò su Mustafa Ali nel Kick-off di WrestleMania 34.
Durante la puntata di Raw del 3 settembre, Maverick annunciò di essere diventato il nuovo manager degli AOP. Nella puntata di Raw del 3 dicembre Maverick fece coppia con gli AOP sconfiggendo Bobby Roode e Chad Gable in un 3-on-2 Handicap match, difendendo il Raw Tag Team Championship dei suoi assistiti, ma nella rivincita titolata del 10 dicembre a Raw gli AOP persero le cinture dopo che Maverick venne schienato da Roode. Successivamente, Akam si infortunò, segnando di conseguenza l'inattività degli AOP e l'allontanamento di Maverick.
Nella puntata di SmackDown del 18 giugno 2019 Maverick, travestito da Carmella, aggredì e schienò R-Truth nel parcheggio dell'arena conquistando il 24/7 Championship per poi scappare rubando l'auto dell'arbitro. Due giorni dopo, durante il suo matrimonio, Maverick perse il titolo contro R-Truth quando quest'ultimo lo ha schienato a sorpresa. Nella puntata di Raw del 1º luglio Maverick riconquistò il titolo schienando R-Truth nel backstage. Nella puntata di Raw del 15 luglio Maverick perse il titolo 24/7 contro R-Truth venendo schienato in una camera d'albergo. Nella puntata speciale Raw Reunion del 22 luglio Maverick vinse per la terza volta il titolo schienando R-Truth nel backstage, ma poco dopo venne terrorizzato da The Boogeyman e perse la cintura contro Pat Patterson. Successivamente, Maverick riconquistò il titolo per la quarta volta schienando il nuovo campione Ted DiBiase, ma poco dopo lo perse nuovamente contro R-Truth. Nella puntata di 205 Live del 30 luglio Maverick sconfisse Mike Kanellis in un Unsanctioned match. Nella puntata di SmackDown del 27 agosto Maverick schienò Elias (precedentemente stordito da Kevin Owens) conquistando il 24/7 Championship per la quinta volta. Nella puntata di SmackDown del 3 settembre Maverick perse il titolo 24/7 contro Bo Dallas, recuperandolo poco dopo e perdendolo nuovamente contro R-Truth.

#### Ritorno adNXT(2020–2021)
Il 16 ottobre, per via del Draft, Maverick passò al roster di SmackDown. Il 31 ottobre, a Crown Jewel, Maverick partecipò ad una Battle Royal per determinare lo sfidante di AJ Styles per lo United States Championship più avanti nella serata ma venne eliminato da Erick Rowan. Il 12 aprile venne annunciato che Maverick avrebbe preso parte ad un torneo per determinare il detentore ad interim dell'NXT Cruiserweight Championship.
Il 15 aprile 2020 la WWE comunicò ufficialmente il rilascio di Maverick. Nonostante questo, però, Maverick ebbe la possibilità di partecipare comunque al torneo per determinare il detentore ad interim dell'NXT Cruiserweight Championship. Nella puntata di NXT del 22 aprile, infatti, Maverick venne sconfitto da Jake Atlas nel primo turno di tale torneo. Nella puntata di NXT del 29 aprile Maverick sconfisse Tony Nese, portandosi sul punteggio di 1-1 nel suo gruppo. Nella puntata di NXT del 20 maggio Maverick sconfisse Kushida nell'ultimo turno del torneo, risultando alla pari con questi e Jake Atlas. Nella puntata di NXT del 27 maggio Maverick vinse un Triple Threat match che includeva anche Jake Atlas e Kushida, conquistando l'accesso alla finale del torneo valevole per l'NXT Cruiserweight Championship. Nella puntata di NXT del 3 giugno Maverick affrontò El Hijo del Fantasma nella finale del torneo ma venne sconfitto; a incontro finito, tuttavia, Maverick ottenne da Triple H in persona un contratto per NXT, tornando dunque ufficialmente in WWE. L'8 luglio, nella seconda serata della puntata speciale NXT The Great American Bash, Maverick e i Breezango vennero sconfitti dal Legado del Fantasma. Nella puntata di NXT del 16 agosto Maverick e Killian Dain formarono un'improbabile alleanza e sconfissero l'Undisputed Era (Bobby Fish e Roderick Strong) per squalifica (il match tuttavia era iniziato come un 2-on-1 Handicap match tra il solo Maverick contro Fish e Strong). Nella puntata di NXT del 23 dicembre Dain e Maverick affrontarono Danny Burch e Oney Lorcan per l'NXT Tag Team Championship in uno Street Fight ma vennero sconfitti. Nella puntata di 205 Live del 15 gennaio 2021 Maverick e Dain sconfissero August Grey e Curt Stallion negli ottavi di finale del Dusty Rhodes Tag Team Classic. Nella puntata di NXT del 27 gennaio Maverick e Dain vennero sconfitti dagli MSK nei quarti di finale del torneo, venendo eliminati. Il 25 giugno Dain venne rilasciato dalla WWE, segnando la fine dell'alleanza con Maverick. Nella prima puntata di NXT 2.0 del 14 settembre Maverick perse in poco tempo contro Ridge Holland.
Nella puntata di Raw del 6 settembre Maverick apparve sullo stage dinanzi al 24/7 Champion Reggie. Successivamente, Maverick venne visto alla ricerca del titolo 24/7 ma, a differenza degli altri wrestler inseguitori, fu molto più calmo e rilassato. Il 1º ottobre, per effetto del Draft, Maverick passò ufficialmente al roster di Raw. Nella puntata di Raw dell'8 novembre Maverick sconfisse Reggie vincendo il 24/7 Championship per la settima volta, per poi perderlo quando venne schienato da Akira Tozawa poco dopo e vincendolo nuovamente per l'ottava volta schienando Byron Saxton, per poi perderlo di nuovo venendo schienato da Reggie.
Il 18 novembre Maverick venne rilasciato dalla WWE, e con lui diversi altri wrestler.

#### Produttore (2022–presente)
Nel 2022 Maverick venne poi riassunto dalla WWE nelle vesti di produttore.

## Personaggio

### Mosse finali
- Corner springboard cutter
- Corkscrew 450º splash

### Soprannomi
- "The Baby Jesus"
- "The Rockstar"
- "The Ultimate Underdog"

## Titoli e riconoscimenti
- Anti-Watershed Wrestling
  - AWW Heavyweight Championship (1)
- British Real Attitude Wrestling League
  - BRAWL Cruiserweight Championship (1)
- Future Championship Wrestling
  - FCW Tag Team Championship (1) – con Carlos
- Infinity Pro Wrestling
  - Infinity Trophy (1)
- International Pro Wrestling: United Kingdom
  - IPW:UK Cruiserweight Championship (1)
  - IPW:UK Tag Team Championship (1) – con Dragon Phoenix
- K-Star Wrestling
  - KSW Commonwealth Championship (1)
- Ohio Valley Wrestling
  - OVW Television Championship (1)
- One Pro Wrestling
  - 1PW Openweight Championship (1)
  - 1PW Tag Team Championship (1) – con Dragon Phoenix
- Revolution British Wrestling
  - RBW British Welterweight Championship (1)
- Revolution Pro Wrestling
  - RPW British Cruiserweight Championship (1)
  - Undisputed British Tag Team Championship (1) – con Dragon Phoenix
- River City Wrestling
  - RCW Heavyweight Championship (1)
- SAS Wrestling
  - SAS United Kingdom Championship (2)
  - SAS United Kingdom Title Tournament (2006)
- Southside Wrestling Entertainment
  - SWE Heavyweight Championship (1)
- Total Nonstop Action Wrestling
  - TNA X Division Championship (2)
  - Feast or Fired (2015)
- Tri-County Association Pro Wrestling
  - TAP Junior Heavyweight Championship (1)
- Wrestling Association of Rugby
  - WAR Heavyweight Championship (1)
- WWE
  - WWE 24/7 Championship (8)
- XWA Wrestling
  - XWA British Heavyweight Championship (1)
  - XWA Flyweight Championship (1)
- Xtreme Intense Championship Wrestling
  - XICW Midwest Heavyweight Championship (1)